# Brave 10
Brave 10 é um mangá criado por Kairi Shimotsuki e publicado de 2006 a 2010 na Comic Flapper (da editora Media Factory), a mesma revista de outros sucessos, como Vampire Hunter D.
Kairi Shimotsuki tornou-se conhecida dos leitores japoneses após desenhar a adaptação do jogo Sengoku Basara, chamada Sengoku Basara Ranse Ranbu (3 volumes).
Brave 10 foi encerrado em 2010 no Japão no 8.º volume. Encerrado também no Brasil onde chegou no segundo semestre de 2010, publicado pela Panini. Um Drama CD saiu em 2007 e um trailer do animé surgiu recentemente.
Recentemente, a autora divulgou que está preparando a série Brave 10 Spiral que será uma continuação direta de Brave 10. Até o momento o lançamento da continuação da história dos 10 Bravos de Sanada está prevista para ocorrer no dia 15 de julho de 2011 de acordo com a revista japonesa Comic Gene.

## Enredo
Tokugawa Ieyasu é um xogum que manda seus ninjas saquearem e atearem fogo no templo de Izumo. Durante este ataque, o monge Kannushi se sacrifica para salvar a miko de Izumo, Isanami, mandando ela procurar ajuda com Sanada Yukimura em Shinshuu.
Durante sua fuga, Isanami encontra Saizou Kirigakure, um ninja faminto e sem dinheiro por não conseguir trabalho, que a proteje dos ninjas enviados por Tokugawa.
Isanami pede para Saizou acompanhá-la até Shinshuu, e ele que a princípio recusa, muda de ideia quando ela se propõe a bancar suas refeições como pagamento.
Ao descobrir que Isanami quer ir até o castelo de Shinshuu Ueda, Saizou tenta ir embora para evitar encrencas, mas é tarde e ele é atacado por Sasuke Sarutobi, por causa da rivalidade entre os ninjas de Iga (Saizou) e Kouga (Sasuke) até Isanami interromper a luta, exigindo ver Sanada Yukimura.
No castelo, Sanada se recusa a ajudar Isanami, dizendo não querer se meter em vinganças, deixando-os apenas passarem a noite, tendo que partir no dia seguinte. No meio da noite Saizou vai embora e a garota vai atrás dele, quando eles são atacados pelos ninjas perseguidores.
Neste momento, Sanada revela ter agido com desprezo ao pedido de ajuda só para saber quem estava perseguindo Isanami, identificando os ninjas como homens de Tokugawa. Ele afirma que Tokugawa atacou o templo de Izumo atrás de algo relacionado a Isanami, haja vista que Kannushi deu sua vida por ela e mesmo assim Tokugawa continuou a perseguindo.
Ao retornarem ao castelo, Sanada revela suas intenções: reunir os dez guerreiros mais fortes que puder para proteger as pessoas dos ataques de Tokugawa.
Aos poucos cada guerreiro vai aparencendo na história e seus poderes vão sendo revelados, seguindo um padrão particular.

## História do Japão
Para admirar ainda mais a história por trás de Brave 10 é preciso saber que a trama se passa em um período da história do Japão bastante popular por lá. Yukimura Sanada realmente existiu mas foi derrotado por Tokugawa Ieyasu no certo do castelo de Osaka, unificando o Japão depois sob o regime do xogunato que durou por 250 anos.
Em 1600, na Batalha de Sekigahara, Tokugawa reuniu vários daimyos para atacar Kagekatsu Uesugi, incluindo o clã Sanada. Quando Tokugawa tentou adquirir o território dos Sanada, eles o traíram. Então eles retrocederam até o Castelo Ueda. Quando Tokugawa marchou com um exército de 40.000 homens, o clã Sanada foi capaz de resistir com apenas 2.000 guerreiros.
O cerco do Castelo de Osaka ocorreu entre 1614 e 1615. Neste episódio, Sanada enfrentou o exército de Tokugawa inúmeras vezes, incluindo um batalhão liderado por Masamune Date. A defesa do castelo foi tão bem realizada por Sanada que criou-se a lenda de que ele havia unido um grupo de dez bravos ninjas que defenderam até o fim o castelo de Osaka.

## Personagens

### Dez Bravos de Sanada
Yukimura Sanada - 真田 幸村
Primeira Aparição: Capítulo 1
Descrição: Tono do castelo de Shinshuu Ueda, decide reunir os dez guerreiros para enfrentar Ieyasu Tokugawa.
Origem: (1567-1615) Segundo filho do lorde de Ueno. O clã Sanada ficou notório por sua oposição ao clã Tokugawa durante o período Sengoku. Na cultura popular, difundiu-se a lenda de que Sanada liderava dez ninjas poderosos, conhecidos como "Os Dez Bravos de Sanada".
Sasuke Sarutobi - 猿飞佐助
Primeira Aparição: Capítulo 1
Elemento: Planta
Descrição: Ninja de Kouga fiel a Sanada com grande empatia pelos animais que os ajudam nos combates.
Origem: Inspirado em um ninja lendário do imaginário popular japonês do século XIX, embora exista a possibilidade da lenda ter se originado de um guerreiro real. As diversas versões da lenda o ligam à vila ninja de Kouga e ao exército de Yukimura Sanada. É retratado sempre como um garoto quase selvagem, de grande afinidade com animais, especialmente macacos. Seu nome Sarutobi (do japonês, "macaco saltador")teria origem no fato de ter ficado órfão ainda bebê e ter sido criado por macacos.
Saizō Kirigakure - 霧隠才蔵
Primeira Aparição: Capítulo 1
Elemento: Luz
Descrição: Poderoso ninja de Iga que não servia ninguém no início até ser acolhido por Sanada.
Origem: Inspirado em um ninja lendário do imaginário popular japonês do século XIX. Diz a lenda que é proveniente da vila ninja de Iga. É o rival de Sasuke Sarutobi. Justamente para reforçar o contraponto com o garoto selvagem, Saizou é sempre retratado como um guerreiro silencioso, calmo, muito bonito e elegante.
Golpes: Tendagaeshi ("Devolução de Cuspida Divina"), Ninpou Samidare ("Técnica Ninja das Monções"), Shunkou ("Lampejo do Relâmpago"), Kouin ("Luz e Sombra"), Issen ("Lampejo da Luz"), Youenzan ("Corte do Fogo Solar"), Hayabusa Otoshi ("Queda do Falcão"), Saihyouzan ("Corte Triturador")
Isanami - 伊佐那海（いさなみ）
Primeira Aparição: Capítulo 1
Elemento: Escuridão
Descrição: Miko de Izumo que busca ajuda com Sanada após massacre do templo.
Origem: Inspirada em Izanami, da mitologia japonesa, deusa da criação e da morte e irmã gêmea de Izanagi, com quem se casou. Dessa união nasceram diversos outros deuses, entre eles o deus do fogo, em cujo parto Izanami morreu.
Golpes: Kushimitama (um dos quatro Tamashis)
Anastácia - アナスタシア
Primeira Aparição: Capítulo 2
Elemento: Gelo
Descrição: kunoichi russa, é amiga de infância de Saizou e domina golpes de gelo.
Golpes: Zekkai ("Mar Divisório"), Souhyouga ("Lanças de Gelo"), Gokuhyoukan ("Caixão Polar"), Hyousou ("Sepultamento de Gelo"), Gokuhyoujun ("Caixão de Brotos de Gelo"), Myooruzunuchi ("Campo de Gelo Eterno")
Kakei Jūzō - 筧 十蔵
Primeira Aparição: Capítulo 5
Elemento: Metal
Descrição: Franco-atirador da ilha Tanega-Shima. É o mais velho do grupo.
Rokurō Unno - 海野 六郎
Primeira Aparição: Capítulo 2
Elemento: Água
Descrição: Secretário de Yukimura que possui golpes sonoros e um poderoso olho direito que retem a memória das pessoas.
Yuri Kamanosuke - 由利 鎌之助
Primeira Aparição: Capítulo 8
Elemento: Vento
Descrição: Figura andrógina que luta com uma kamaitachi e que não admite que ninguém além dele mate Saizou.
Golpes: Hitotsu Ne no Muraji, Fuujinshou ("Palma do Deus do Vento"), Ootsumuji Shunkou ("Ciclone Gigante"), Hariken ("Furacão Retalhador")
Seikai Miyoshi - 三好 清海
Primeira Aparição: Capítulo 19
Elemento: Terra
Descrição: Monge de grande força bruta que se considera irmão de Isanami.
Origem: Inspirado em um monge guerreiro lendário do imaginário popular japonês do século XIX.
Golpes: Ten Batsu ("Punição Celestial"), Funnu ("Fúria Divina"), Shoujou (Purificação dos Seis Sentidos"), Akuryou Tansan ("Dispersem, Espíritos Malígnos"), Panna Parami ("Sabedoria Transcendente"), Taizan Meidou ("Abalando Montanhas"), Hitotsu Me no Murachi ("Deus do Fogo")
Rokurō "Benmaru" Mochizuki - 望月 六郎
Primeira Aparição: Capítulo 26
Elemento: Fogo
Descrição: Garoto com sonho de ser samurai, profundo conhecedor de explosivos.
Jinpachi Nezu - 根津 甚八
Primeira Aparição: Capítulo 29
Elemento: Relâmpago
Descrição: Pirata de espírito livre que se une a Sanada em busca de aventuras.
Golpes: Hekireki Houkou ("Uivo do Relâmpago")

### Adversários
Tokugawa Ieyasu - 徳川 家康
Primeira Aparição: Capítulo 3
Descrição: Xogum que ambiciona algo desconhecido, oredenou o ataque a Izumo.
Origem: (1543-1616) Primeiro xogun da Era Tokugawa, Ieyasu  consolidou a reunificação iniciada por Oda Nobunaga, incorporando as conquistas de Hideyoshi Toyotomi, ao derrotar as tropas partidárias aos descendentes de Toyotomi na Batalha de Sekigahara (1600).
Hattori Hanzo - 服部 半蔵
Primeira Aparição: Capítulo 3
Descrição: Poderoso guerreiro leal à Tokugawa.
Origem: (1541-1596) Famoso líder de um importante clã ninja da região de Iga. Ficou notório por sua fidelidade à Ieyasu Tokugawa.
Golpes: Kashou Zanmai ("Purificação em Chamas")
Masamune Date - 伊達 政宗
Primeira Aparição: Capítulo 11
Descrição: Daimyô de Oushuu conhecido como "Dragão de Um Olho" que tem planos próprios para ser o mais poderoso do Japão.
Origem: (1567-1636) Um dos aliados mais importantes de Ieyasu Tokugawa. Lorde de Yonezawa (atual Yamagata) controlava todo o norte da ilha de Honshu e possuía um patrimônio invejável, além de um exército muito bem equipado. Simpatizando do Cristianismo e interessado nos assuntos ocidentais, protegeu Padre Sotelo, um franciscano espanhol condenado por Tokugawa por sua missão catequizadora. Também enviou a primeira missão diplomática  japonesa para o Ocidente, que chegou a visitar a Espanha e a Itália. Morreu aos 70 anos reconhecido como guerreiro, diplomata e patrono das artes. Sua figura era ainda mais emblemática por ter perdido um olho em batalha, quando passou a ser conhecido como "o dragão de um olho", em referência a uma lenda japonesa.
Quinteto Grotesco de Iga - 伊賀異形五人衆
Primeira Aparição: Capítulo 36
Descrição: Poderoso grupo de ninjas de Iga conhecido como assassinos de ninjas. O grupo é composto por Hattori Hanzo, a traidora Anastácia, a manipuladora de pequenos seres Kaiou (灰桜), a poderosa Byakugun (白群) e o ilusionista Kuchiba (朽葉). O objetivo do grupo é matar todos os heróis para se apossar do poder de Isanami e, assim, ter o controle do clã vencedor do combate iminente.
Kojuurou Katakura - 片倉 小十郎
Primeira Aparição: Capítulo 12
Descrição: Braço direito de Masamune.
Origem: (1557-1615) Fundador do clã Katakura e um dos três samurais mais fiéis a Masamune Date, que a partir da Era Tokugawa tornou-se o Lorde de Shiroishi, um castelo pertencente ao território do clã Date.
Oukatsu - 灰桜（かいおう）
Primeira Aparição: Capítulo 4
Descrição: kunoichi que controla cobras que explodem ao morrer.
Golpes: Mushi Kugutsu Higi ("Manipulação das Serpentes"), Jagyokuken ("Casulo das Serpentes")
Ichimaru - 壱丸
Primeira Aparição: Capítulo 1
Descrição: Ninja que serve Masamune Date, e que possui uma queda por Isanami.
Golpes: Hijutsu Senmaiba ("Técnica Secreta das Mil Lâminas")
Niko - 弐虎
Primeira Aparição: Capítulo 1
Descrição: Ninja que serve Masamune Date e que possui uma queda por Anastácia.

### Outros Personagens
Goemon Ishikawa - 石川 五右衛門
Primeira Aparição: Capítulo 21
Descrição: Kunoishi contratada por Kojuurou Katakura para roubar o Kunishitama e matar Yukimura Sanada.
Origem: (?-1594) Lendário bandido que foi executado publicamente em óleo fervente depois de ter falhado em assassinar Hideyoshi Toyotomi. Algumas lendas sugerem que ele pode ter sido um dos lendários ninjas dissidentes de Iga.
Kanetsugu Naoe - 直江 兼続
Primeira Aparição: Capítulo 27
Descrição: Conhecido como "Lingua Afiada", foi convidado por Tokugawa para a cerimônia de chá.
Origem: (1560-1620) Samurai que serviu gerações do clã Uesugi, inicialmente como pajem e depois  como conselheiro. Naos comandou com grande sucesso os exércitos do clã Uesugi em diversas batalhas, e notadamente durante a preparação para a Batalha de Sekigahawa, em que confrontou as forças de Tokugawa.
Mitsunari Ishida - 石田 三成
Primeira Aparição: Capítulo 27
Descrição: Conhecido como "Pequeno Diabo", foi convidado por Tokugawa para a cerimônia de chá.
Origem: (?-1600) Um dos generais mais hábeis de Hideyoshi Toyotomi, ficou famoso por liderar o exército derrotado por Tokugawa na Batalha de Sekigahara.

## Volumes do Mangá
| - 1. O Nosso Lugar - 2. As Duas Mãos de Yukimura - 3. O Destino de Duas Pessoas | - 4. A Batalha dos Ninjas no Castelo Ueda - 5. Hanzo da Velocidade Divina |

| - 6. A Razão pela qual Conseguimos Ser Fortes - 7. O Pior Grupo Possível - 8. Vale do Tufão | - 9. A Batalha Mortal no Penhasco - 10. Confiança - 11. A Vinda do Dragão do Céu |

| - 12. Poder dos Deuses - 13. Descida ao Mundo dos Mortos - 14. A Batalha no Subsolo | - 15. Vento e Luz - 16. A Caminho do Resgate - 17. Missão Cumprida |

| - 18. O Desaparecimento de Yukimura - 19. O Olho Direito de Rokurou - 20. Abalando Montanhas | - 21. A Semente dos Ladrões - 22. Um Lugar Confortável - 23. Nascimento de um Heróis |

| - 24. O Complexo de Kamanosuke - 25. A Caminho da Capital - 26. O Encontro Inevitável | - 27. Nada de Armas - 28. A Espada e o Leque - 29. Heróis Encurralados |

| - 30. Reencontro no Mar - 31. Como Jinpachi faz Amigos - 32. Verdadeira Face do Gelo | - 33. Dez Elementos Essenciais - 34. Perseguição Impiedosa - 35. Escuridão Profunda |

| - 36. Quinteto Grotesco - 37. Princípio de Desastre - 38. Prece em Vão | - 39. Princesa Tatuada de Cabelo Escarlate - 40. Festa de Sangue - 41. Campo de Gelo Eterno |

## Recepção e Crítica
Infelizmente, o mangá não teve um grande fã-clube no Japão. Mesmo fora do país, o sucesso não foi o esperado apesar da autora trazer um dos mais importantes episódios da história japonesa. Ainda assim, há uma grande expectativa em torno de Brave 10 S.